# Chlum u Třeboně
Chlum u Třeboně (deutsch Chlumetz) ist eine Minderstadt in Tschechien. Sie liegt 25 Kilometer südlich von Jindřichův Hradec nahe der österreichischen Grenze und gehört zum Okres Jindřichův Hradec.

## Geographie

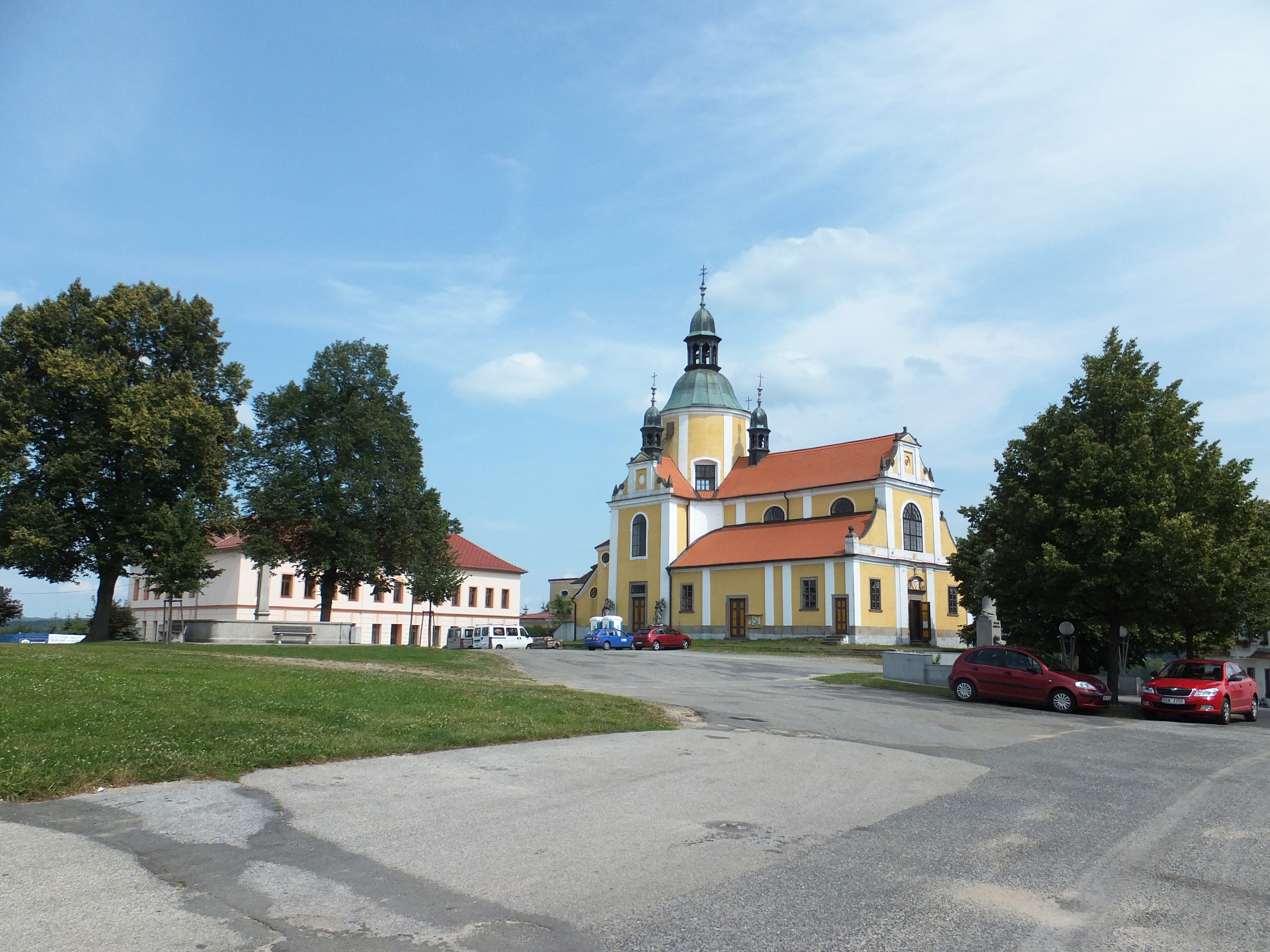
Chlum

Chlum u Třeboně befindet sich im Südwesten der Javořická vrchovina am Rande des Wittingauer Beckens im Tal des Koštěnický potok. Der Ort liegt am Teich Hejtman und wird von einer Vielzahl weiterer Teiche umgeben. Östlich besteht der Wandergrenzübergang Chlum u Třeboně/Schlag nach Österreich.
Nachbarorte sind Lutová im Norden, Staňkov im Nordosten, Lomy, Moštěnice und Pele im Osten, Lipovky im Südosten, Josefovo Údolí und Pařezí im Süden, Hamr im Südwesten sowie Majdalena im Westen.

## Geschichte
Die erste urkundliche Erwähnung des Ortes stammt aus dem Jahre 1399, als das Spital in der Schweinitzer Vorstadt zu Třeboň das Vorwerk Chlumetz von Heinrich III. von Rosenberg kaufte. Zu Beginn des 15. Jahrhunderts erwarben die Rosenberger die Gegend um Chlum zurück. Um 1450 begann der Bergbau auf Eisenerz und 1476 kam es zu Fehden zwischen böhmischen und österreichischen Rittern, nachdem diese in die Gegend eingedrungen waren. Zu Beginn des 16. Jahrhunderts fiel Chlumetz im Zuge eines Gebietstauschs mit den Kraiger von Kraigk zur Herrschaft Bystřice. Wolf Kraiger von Kraigk ließ ab 1520 den Koštěnický potok anstauen und Fischteiche anlegen. 1575 erwarb Johann der Ältere von Lobkowicz Chlumetz, dem 1604 Radslav von Wchynitz und Tettau und danach 1615 Wilhelm Slavata folgte. 1693 vernichtete eine Heuschreckenplage die gesamte Ernte. Im selben Jahre erwarb Johann von Fünfkirchen die Herrschaft und löste sie 1704 von Bystřice los. 1710 erfolgte der Umbau des Schlosses zum Herrschaftssitz. 1781 wurde die Eisenhütte Josephstal gegründet. 1834 erwarb Eduard Graf zu Stadion-Thannhausen Chlumetz. Nach der Ablösung der Patrimonialherrschaften wurde Chlumetz 1848 eine selbstständige Marktgemeinde. 1861 erwarb Franz V. von Modena das Schloss mit den Gütern. Nach dessen Tod erbte es Franz Ferdinand von Österreich-Este. Dieser ließ das Schloss, inklusive einer Aufstockung und einem zweiten Eingang 1901, komplett renovieren. In dieser Zeit war der Besitz 6.539 Hektar groß, davon 7450 Hektar Landwirtschaft sowie 40 Teiche mit 1268 Hektar. Bereits 1891 erfolgte die Gründung der Glashütte der Firma Stölze.
Nach dem Zusammenbruch der Monarchie Österreich-Ungarn wurde das Schloss und der Besitz der Kinder des Thronfolgers Erzherzog Franz Ferdinand enteignet und den tschechoslowakischen Staatsgütern und -forsten in Prag unterstellt. Der Umbau, die Enteignung und die erfolglosen Restitutionsansprüche der Familie Hohenberg sind in Schloss Artstetten dokumentiert. Das Schloss diente dann der Ministerialbürokratie als Erholungsort. 1941 wurde es ausgeräumt und als Lager für die deutsche Wehrmacht verwendet. Anschließend erfolgte der Umbau zu einem Lehrlingsinternat und Erholungsheim. Die Teiche wurde in den 1920er Jahren touristisch erschlossen und am Staňkovský rybnik vom YMCA ein Sommerlager errichtet. Im Jahre 2004 wurde die Glashütte verkauft und anschließend stillgelegt. Chlum u Třeboně ist heute ein Erholungsort mit mehreren Campingplätzen. Im Jahre 2006 wurde der Ort zum Městys erhoben.

## Gemeindegliederung
Die Gemeinde Chlum u Třeboně besteht aus den Ortsteilen Chlum u Třeboně (Chlumetz), Lutová (Luttau), Mirochov (Mirochau) und Žíteč (Sichs), die zugleich auch Katastralbezirke bilden. Zu Chlum u Třeboně gehören außerdem u. a. die Ansiedlungen Josefovo Údolí (Josephsthal), Lipovky (Lipowky), Nová Huť (Fichtenthal), Pařezí (Parezy), Předměstí und Žabárna (Auerhahn). Grundsiedlungseinheiten sind Chlum u Třeboně, Lipovky, Lutová, Mirochov, Pařezí, Předměstí, V Chalupách, V Koutech, Velký Kopec und Žíteč.

## Sehenswürdigkeiten

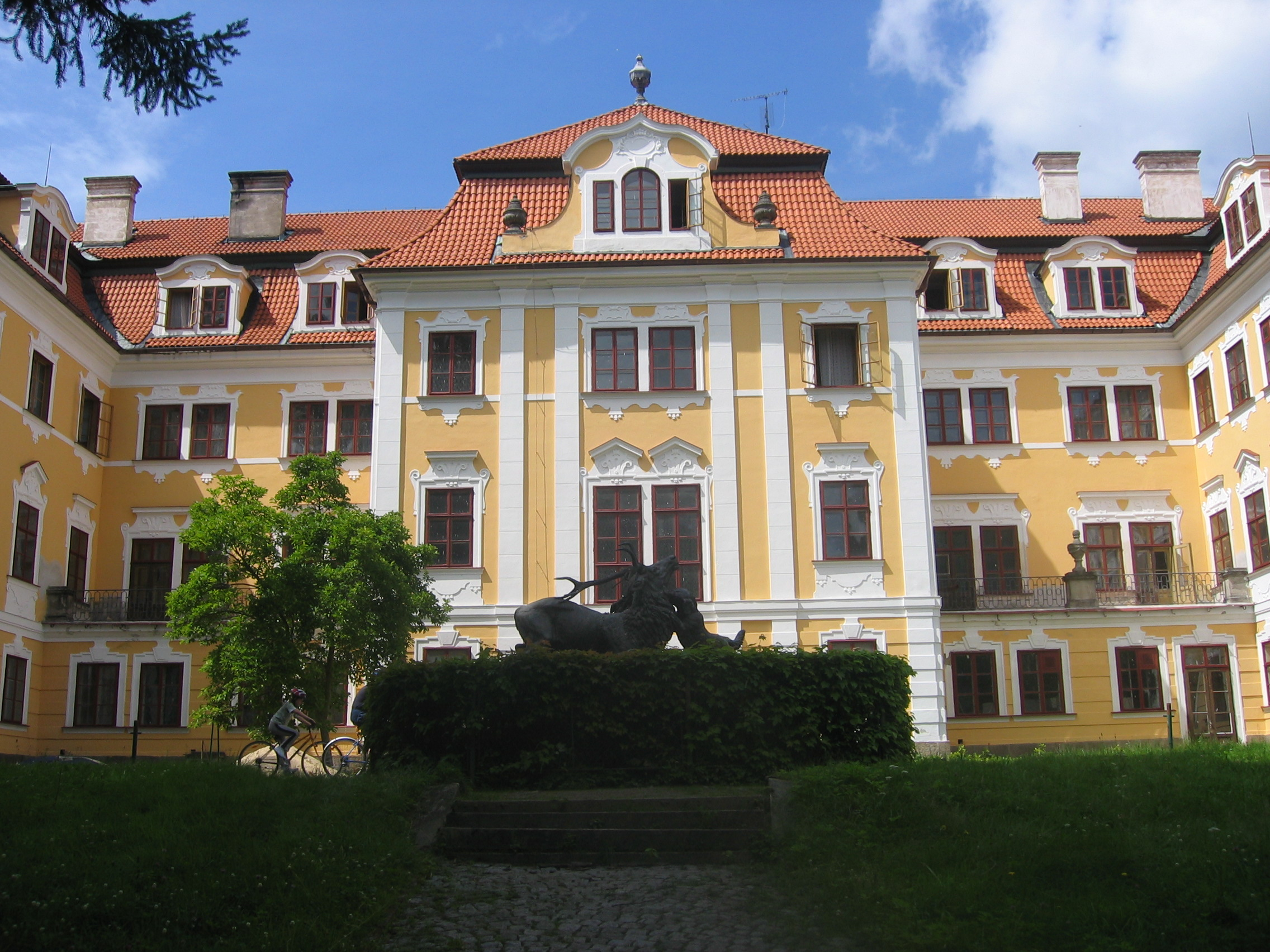
Schloss Chlum(etz)

- Teich Hejtman, erbaut 1560–1570, mit 85 ha Wasserfläche
- Schloss Chlum u Třeboně, im Jahre 1710 durch Umbau des alten Schlosses errichtet
- barocke Kirche Mariä Himmelfahrt, am Markt, mit Kreuzweg